# Samuel W. Pennypacker
Samuel Whitaker Pennypacker, född 9 april 1843 i Phoenixville i Pennsylvania, död 2 september 1916 i Schwenksville i Pennsylvania, var en amerikansk republikansk politiker och jurist. Han var Pennsylvanias guvernör 1903–1907. 
Pennypacker studerade juridik vid University of Pennsylvania och inledde 1866 sin karriär som advokat. Senare avlade han doktorsexamen vid Franklin & Marshall College. År 1889 tillträdde han en domarbefattning.
Pennypacker efterträdde 1903 William A. Stone som Pennsylvanias guvernör och efterträddes 1907 av Edwin Sydney Stuart. Pennypacker avled 1916 och gravsattes på Morris Cemetery i Phoenixville.